# Треп (музика)
Треп (англ. Trap — пастка, капкан , МФА: [træp ˈmju: zɪk]) — музичний жанр, що виник на початку 1990-х років на півдні США. Треп є одним з найпопулярніших жанрів хіп-хопу та електронної танцювальної музики (EDM). 
Для треп-музики характерні агресивні і тверді біти, дроп та смислове навантаження тексту. Під час створення трепу використовуються багатошарові синтезатори, на яких ведеться мелодія з жорсткою лінією; хрусткі, брудні, ритмічні та електронні удари електронних барабанів; глибокі барабани-бочки або потужні суббасові партії; хай-хети, прискорені у два-три та більше рази. Крім того, застосовуються семплійовані партії струнних, мідно-духових, клавішних інструментів, вирізані з кінематографічної і симфонічної музики, що створюють загальну темну, грубу, зловісну і похмуру атмосферу для слухача. Темп типової треп-композиції — близько 140 ударів в хвилину. 
На сьогоднішній день велика кількість музичних композиторів, діджеїв та попспіваків використовують елементи трепу у своїх композиціях. Так само треп-музика яскраво використовується та гармонійно доповнює попмузику, коли замість звичних популярних бітів є треп-біти, що практично створює ще один піджанр трепу — «Треп-поп».
У XXI Столітті з'явився електронний жанр, який отримав таку ж назву. Яскравими представниками електронного трепу є Yellow Claw, Dj Snake, Marshmello.

## Історія
Термін «Треп» використовується для позначення того місця, де проводяться наркоугоди, і того, як важко вирватися з такого стилю життя. Термін виник в Атланті (штат Джорджия), де такі репери, як Кул Бриз, Dungeon Famil, Outkast, Goodie Mob і Ghetto Mafia, були одними з перших, хто використовував цей термін у своїй музиці. Фанати і критики почали називати реперів які використовували тему текстів про наркоторгівлю «треп-реперами» . Дейвид Дрейк з журналу Complex написав, що «треп на початку 2000-х був не жанром, а реальним місцем», а вже згодом термін був прийнятий для позначення «музики, зробленої про це місце». На початку 1990-х репери UGK, Ейтболл і Ем-Джей-Джі, Three 6 Mafia, Кул Бриз, Майстер Пі і Ghetto Mafia були серед перших реперів, які спробували ввести «треп» -лайфстайл в свою музику. У 1992 році трек «Pocket Full of Stones» групи UGK був одним з найбільш ранніх треп-записів, він був призначений для того, щоб видатися в їх дебютному альбомі на мейджор-лейблі Too Hard to Swallow (в перекладі з англ. — " занадто важко прийняти "). Також він був включений у фільм 1993 року «Загроза суспільству» (англ. Menace II Society). У 1996-му Майстер Пі випустив сингл "Mr. Ice Cream Man "зі свого п'ятого студійного альбому Mr. Ice Cream Man .
У період від початку до середини 2000-х треп-музика почала визнаватися як самостійний жанр після успіху ряду альбомів і синглів з текстами, які охоплюють такі теми, як життя в «пастці», наркоторгівля і боротьба за успіх . Кілька південних реперів, такі як Ті-Ай, Янг Джізі і Рік Росс, спродюсували кросовер-хіти і допомогли розширити популярність жанру. Треп-записи почали з'являтися все частіше на мікстейпах і радіостанціях за межами Півдня. Хоч треп-артисти були частково різноманітні в стилях їх продакшну, фірмовий треп-звук (як правило, збудований навколо сінту, оркестру та струнних брижах з щільними, басовитими 808-ми барабанами), який став пов'язаний з жанром, був створений в Атланті в ході прориву трепу в середині 2000-х. Помітними треп-продюсерами в проміжок з середини до кінця 2000-х: Діджей Тумп, Фатбой, Драмма-Бой, Шоті Редд, Д. Річ і Зайтовен . Перша хвиля треп-звуку створювалася під враженням від ранніх південних продюсерів, таких як Ліл Джон, Менні Фреш і Діджей Пол.
До кінця десятиліття друга хвиля треп-артистів продовжила набирати обертів і часто очолювала хіп-хоп-чарт «Білборд». Треп-продюсер Лекс Люгер, що вирвався з відносною безвісті, отримав величезну популярність і спродюсував більш ніж 200 пісень в проміжок між 2010 і 2011 роками, включаючи ряд синглів для популярних мейнстрім-реп-артистів, таких як "B.M.F. (Blowin 'Money Fast)"Ріка Росса, " H • A • M «Каньє Веста, Джея Зі та» Hard in da Paint "Ваки Флоки Флейм. З тих пір, як став підніматися Люгер, його фірмовий треп-звук з'явився у масштабному використанні 808-х, хрустких снеров, швидких хай-хетов, синт-клавіш і оркестрових мідно-духових, струнних, дерев'яних духових і клавішних. Багато що з його звучання було прийнято і включено іншими хіп-хоп-продюсерами, які намагаються відтворити його успіх, так як Люгеру часто приписується популяризація сучасного треп-звуку. Починаючи з 2010-х безліч сучасних треп-продюсерів здобули популярність, зокрема 808 Mafia, Саутсайд, Сонні Діджитал, Янг Чоп, Ліл Лоді, Драмма-Драма, DJ Спінз і Метро Бумін. Деякі продюсери розширили свій діапазон до інших жанрів, таких як ар-н-бі (Mike WiLL Made It) і електронна музика.
У період з 2011-го по 2012-й треп-пісні підтримували значну присутність в мейнстрімних музичних чартах з великою кількістю записів, випущених такими реперами, як Янг Джізі, Чіф Киф і Фьючер. Сингл Джізі «Ballin» досяг # 57 в чарті «Білборд» і був визнаний одним з кращих треків Джізі .Сингл Ф'ючера"Turn On The Lights " був сертифікований золотом і увійшов на # 50 в Billboard Hot 100, а "I Do not Like " і «Love Sosa» згенерували більше 30 мільйонів переглядів на YouTube, породивши новий піджанр трепу, названий Дрілліхом. Музичні критики назвали стиль продакшну Дрілліх "кузеном по звуку для полохливого футворку південно-прожареного хіп-хопу і 808-го пальця на спусковому гачку трепу ". Янг Чоп найчастіше виділяється критиками як самий характерний жанровий продюсер. Звучання музики треп-продюсера Лекса Люгера істотно вплинуло на дрілл, а Янг Чоп виділив Шоті Редда, Драмма-Боя і Зайтовена як важливих провісників дрілл-руху. «I Do not Like» надихнув такого ж уродженця Чикаго, як і Чіф Киф, знаменитого хіп-хоп-продюсера і репера Каньє Веста зробити ремікс цієї пісні, який був включений в збірку Cruel Summer лейбла GOOD Music. Стеліос Філі з GQ назвав треп-музику «звучанням хіп-хопу в 2012 році». Пісні ар-н-бі-співачки Бейонсе «Drunk in Love», "Flawless " і "7/11 " — з її альбому 2013 року також містять відображення трепу. Американська данс-поп-співачка Леді Гага записала натхненну треп пісню «Jewels 'n Drugs» зі свого альбому 2013 року, за участю реперів T.I., Too Short і Twista. У вересні 2013 року американська поп-співачка Кеті Перрі випустила пісню під назвою «Dark Horse» за участю репера Juicy J, з її альбому 2013 року Prism, що включала треп- «присмак». Пісня досягла вершини Billboard Hot 100 до кінця січня 2014 року.
У травні 2015 року треп-музика ще раз потрапила на вершину мейнстрімних музичних чартів, коли хіт-сингл «Trap Queen» Нью-Джерського репера Фетті УАПА піднявся на 2-е місце американського чарту Billboard Hot 100. Наступні сингли УАПА "My Way " і "679 " так само досягли топа-20 американського Billboard Hot 100, зробивши його першим чоловічим реп-виконавцем, три пісні якого знаходилися в топі-20, вперше з часів Емінема в 2013 році.